# Oława (rzeka)
Oława (niem. Ohle) – rzeka, lewostronny dopływ Odry o długości 99,01 km i powierzchni zlewni 1167,4 km².
Rzeka początek swój bierze na wysokości około 315 m n.p.m. na Przedgórzu Sudeckim powyżej miejscowości Lipniki w gminie Kamiennik. Poza odcinkiem źródłowym płynie przez tereny zurbanizowane i uprzemysłowione. Przepływa przez miejscowości Ziębice, Strzelin, Wiązów, Oława, Siechnice i Wrocław, gdzie uchodzi do Odry w 250,4 kilometrze jej biegu.
Hydrografia rzeki Oławy jest dość dobrze rozwinięta. Rzeka nie posiada większych dopływów poza Krynką i Gnojną. W zlewni Oławy znajdują się 3 wodowskazy, 2 na Oławie, tj.: Zborowice i Oława oraz Przeworno na Krynce. Średni spadek zlewni wynosi ok. 0,62%, a gęstość sieci rzecznej ok. 0,34 /km; zalesienie zlewni wynosi ok. 19%. Klimatyczny bilans wodny wynosi ok. 71 mm. Dopływy Oławy: Krynka, Gnojna i Brochówka (dodatkowe źródła zanieczyszczeń).
Wody Oławy są zasilane poprzez przerzut wody z Nysy Kłodzkiej -przepompownia MPWiK we Wrocławiu  w Michałowie. Ilość wody z obu rzek jest podobna - kanał ten zasila rzekę koło Jaczkowic k.Oławy.
Zlewnia ma charakter rolniczy, o intensywnej produkcji upraw w jej środkowym biegu. Oława ma szczególne znaczenie w sieci monitoringu wojewódzkiego z uwagi na fakt zaopatrywania w wodę Wrocławia. W dolnym odcinku (głównie poniżej ujścia Kanału Psarskiego) rzeka jest wykorzystywana na spływy kajakowe.